# 770 de l'Avinguda Eastern Parkway
El número 770 de l'Avinguda Eastern Parkway (en hebreu: מרכז חב"ד עולמי 770) (transliterat: Merkaz Jabad Olamí 770), és l'adreça de la seu central del moviment hassídic Habad Lubavitx. L'edifici es troba a l'Avinguda Eastern Parkway, una avinguda que transcorre pel barri de Crown Heights, a Brooklyn, a la Ciutat de Nova York, als Estats Units. L'edifici és el centre del moviment mundial Habad Lubavitx, i és considerat per molts com un indret icònic del judaisme hassídic.

## Història
La casa, d'estil neogòtic, va ser construïda el 1920, i originalment va servir com a centre mèdic. El 1940, amb l'ajut de Jacob Rothstein i el seu fill Nathan Rothstein, l'edifici va ser adquirit per l'organització Agudas Chasidei Chabad en nom del moviment Habad Lubavitx, i va esdevenir la llar del Rebe Yosef Yitzchak Schneerson.
El rabí Schneerson estava paralitzat i necessitava una cadira de rodes quan va arribar als Estats Units el 1940. Un edifici amb ascensor necessitava ser comprat per al seu ús com a casa i com a sinagoga.
Durant la dècada de 1940, l'edifici, que aviat es va conèixer com el 770, va esdevenir el centre i la seu central de Habad. L'edifici va servir com la sinagoga principal de Habad, com a ieixivà, i com a oficina per a l'organització Merkos L'Inyonei Chinuch. El Rabí Yosef Yitzchak Schneerson, vivia en un apartament al segon pis. Quan el Rabí Menachem Mendel Schneerson va arribar de Polònia a Nova York el 1941, el seu sogre el va nomenar president de Merkos L'Inyonei Chinuch. L'oficina del Rabí Menachem Mendel Schneerson estava situada en el primer pis del número 770, prop de la sinagoga.
Després de la mort del rabí Yosef Yitzchak al Gener de 1950, el seu gendre i successor, el Rebe Menachem Mendel Schneerson, va continuar fent servir la seva pròpia oficina situada en el pis principal per dirigir el moviment, al mateix temps que mantenia la seva residència personal al carrer President, a diverses quadres de distància. L'esposa del rabí Yosef Yitzchak va romandre al seu apartament del segon pis fins a la seva mort. Les seves dues filles la visitaven sovint al seu apartament, i durant la seva vida el nou Rabí realitzava apats semiprivats per la família i els convidats seleccionats en ocasions festives. Actualment, l'apartament i l'oficina de l'anterior Rebe estan tancades al públic. Des de 1994, l'oficina del Rabí Menachem Mendel en el primer pis es fa servir durant el Sàbat i les festivitats jueves com a sala d'oració oberta al públic durant les hores de pregària.
Des de la seva creació, la sinagoga ha servit a tres propòsits, és un lloc de serveis diaris d'oració, una sala d'estudi per a estudiants avançats i un saló d'assemblees per a les reunions de Habad, conegudes com a Farbrenguen. Aquí el Rebe de Lubavitx instruïa als hassidim sobre la importància d'observar la Torà, i impartia lliçons sobre la filosofia i la pràctica del hassidisme.
A mesura que el moviment Lubavitx creixia en els Estats Units, la sinagoga original es va fer massa petita per acollir als hassidim i als estudiants de les iexivot que venien a pregar i estudiar allà. La sinagoga va ser ampliada en diverses etapes. El primer annex es va afegir el 1960, i les expansions posteriors van tenir lloc a finals de la dècada de 1960 i novament a mitjans de la dècada de 1970. La sinagoga va arribar aleshores a la seva grandària actual. La sinagoga original roman com una petita sala d'estudi utilitzada pels estudiants rabínics (talmidim) durant la setmana. El 1988, el rabí Schneerson va col·locar la primera pedra d'un projecte de renovació en curs.
L'edifici original forma part d'un bloc més gran mantingut per l'organització Agudas Chasidei Chabad. Aquest bloc inclou la sinagoga més gran, un Kolel (Kollel Tiferes Zekeinim), i la biblioteca de la comunitat. També acull les oficines de la secretaria del moviment Lubavitx.
El número 770 de l'Avinguda Eastern Parkway és un indret icònic considerat sagrat pels membres del moviment Habad. Atreu a milers de visitants de tot el món cada any. L'edifici està reconegut com una sinagoga jueva ortodoxa, oberta a totes les persones, amb una secció d'homes en la planta baixa i una secció de dones en el pis superior. Durant el Sàbat i els dies festius (en hebreu: חגים) es poden trobar grups d'oració més petits congregant-se en tot l'edifici, inclòs el vestíbul i l'oficina del Rebe. El nom oficial de la sinagoga és Agudas Chasidei Chabad, encara que es fa referència a ella amb altres noms entre la comunitat mundial de Habad, entre aquests altres noms cal destacar: Beis Moshiach ("La casa del Messíes") i Beis Rabbeinu ShebeBovel ("La casa del nostre mestre a Babilònia"). Una disputa sobre la propietat legal del número 770 de l'Avinguda Eastern Parkway va donar lloc a una decisió judicial, que va concedir la propietat a les organitzacions Merkos L'Inyonei Chinuch i Agudas Chasidei Chabad.

## Edificis

### Edifici principal
L'edifici inclou una ieixivà amb aproximadament 1.000 estudiants. La ieixivà és part d'una associació de iexivot anomenada Tomchei Tmimim, iniciada pel cinquè Rebe de Habad Sholom Dovber Schneersohn.
Quan el sisè Rebe de Habad, el rabí Yosef Yitzchak Schneerson, va arribar als Estats Units, va crear una nova ieixivà, la qual al principi va començar amb 10 estudiants, tanmateix la ieixivà va créixer ràpidament al número 770 de l'Avinguda Eastern Parkway, de manera que calia crear noves ieixivot. Això va donar lloc a la fundació de l'organització United Lubavitcher Yeshiva.

### Rèpliques en altres països
Els hassidim de Lubavitx han construït rèpliques de l'edifici 770 de l'Avinguda Eastern Parkway. Aquestes rèpliques es poden trobar al barri de Ramat Shlomo a Jerusalem i al poble de Kfar Chabad a Eretz Israel. Les guardioles de tzedakah i les mezuzot, estan decorades amb la imatge de l'edifici. El celler Joseph Zakon Winery situat a la ciutat de Nova York elabora un vi anomenat "770".

## Galeria d'imatges

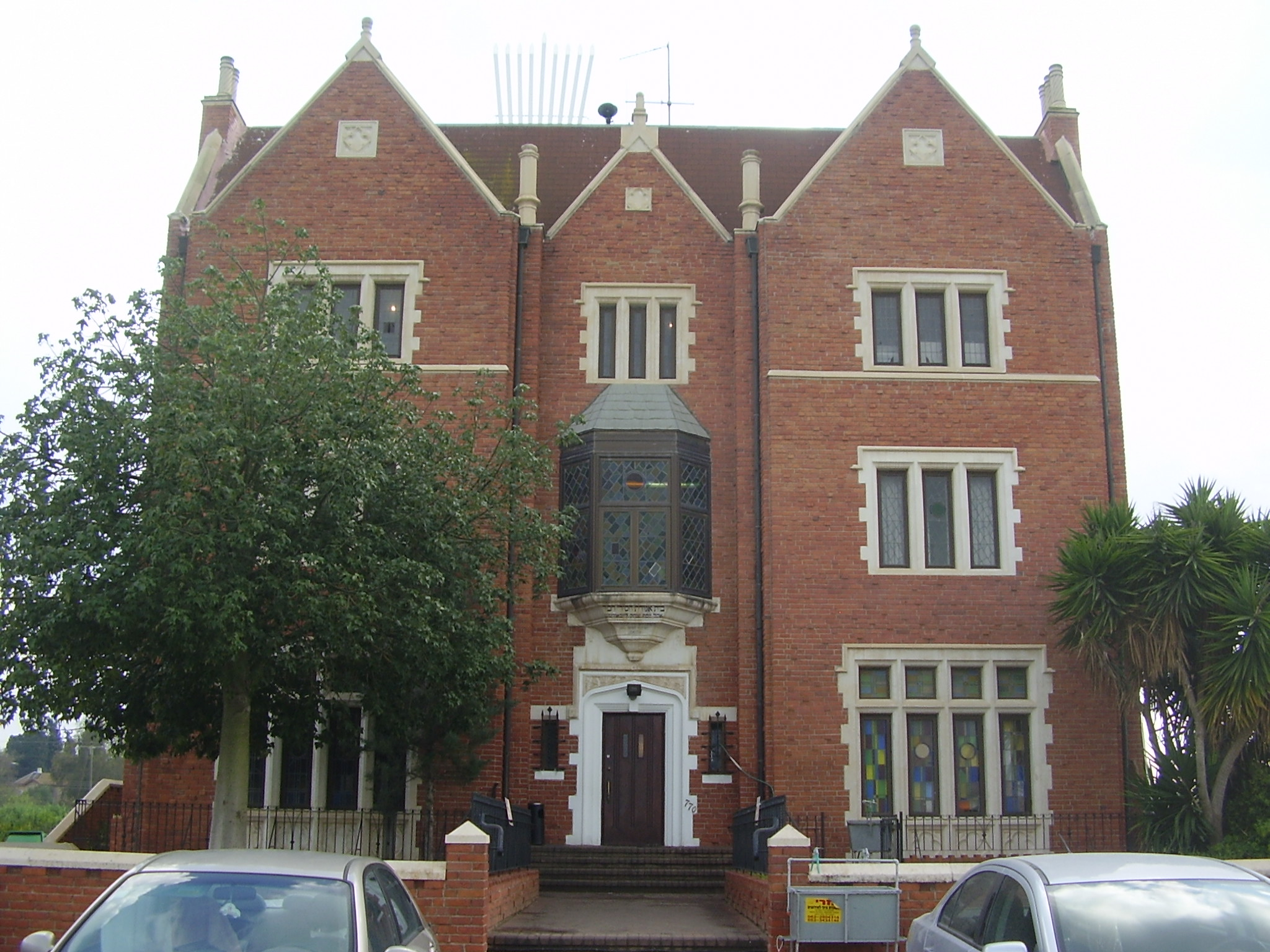
Una rèplica del 770 a Kfar Chabad, Israel
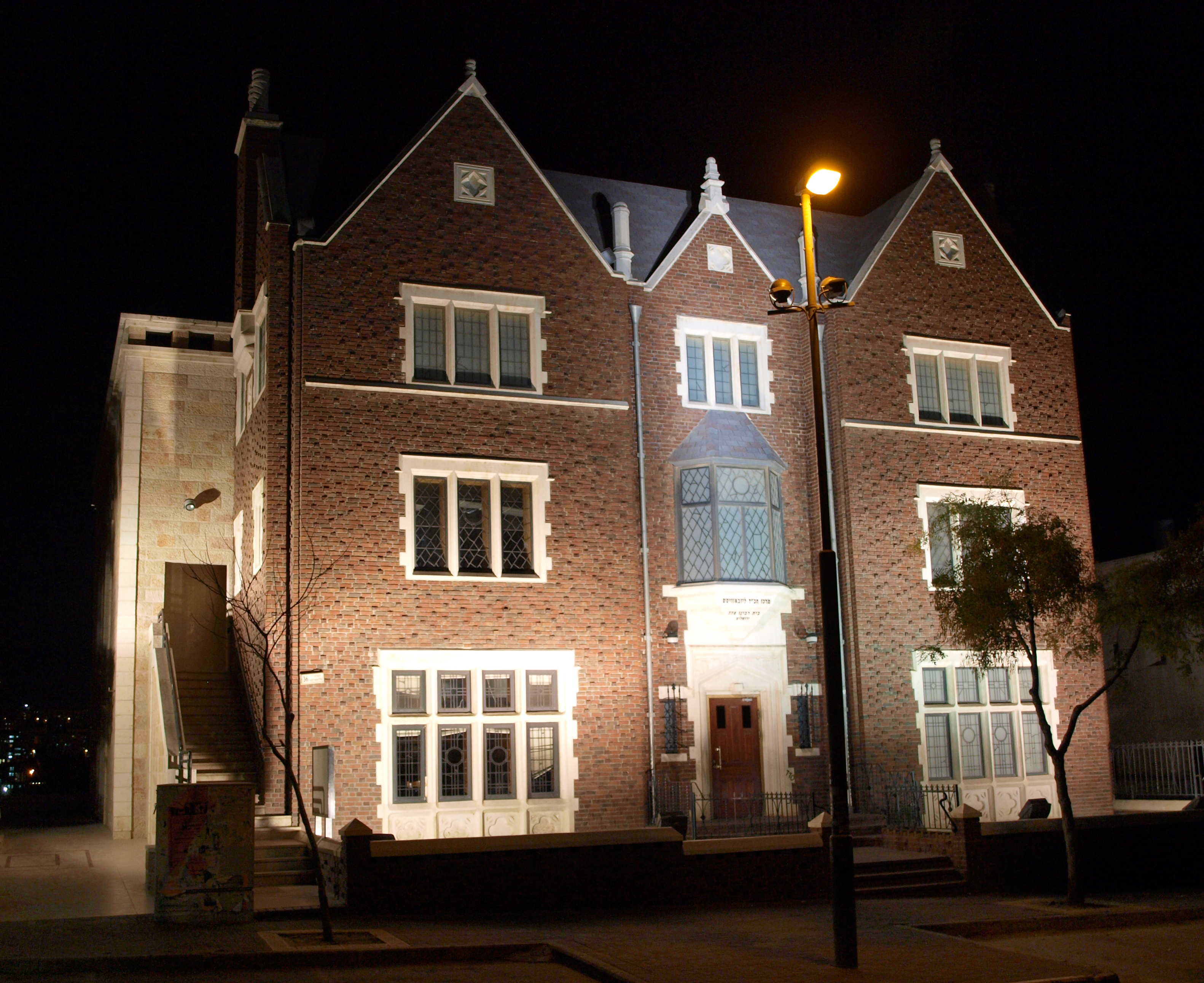
Una rèplica del 770 situada al barri de Ramat Shlomo, a Jerusalem, Israel
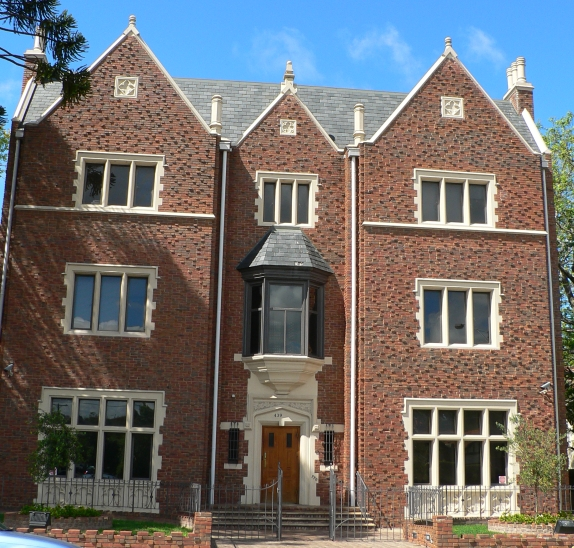
Una rèplica del 770 a Melbourne, Austràlia.
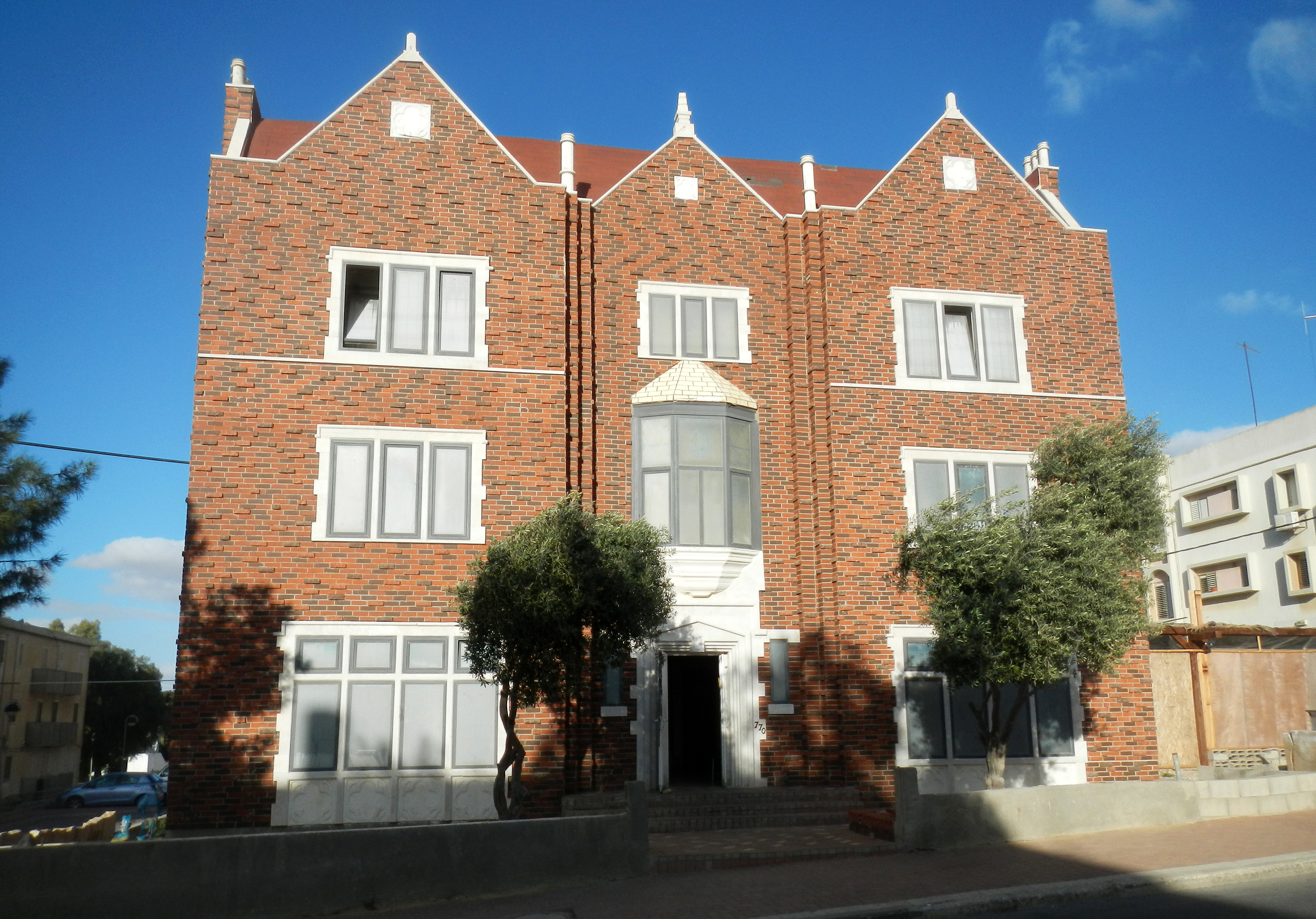
Una rèplica del 770 de l'Avinguda Eastern Parkway a Mitzpe Ramon, Israel.
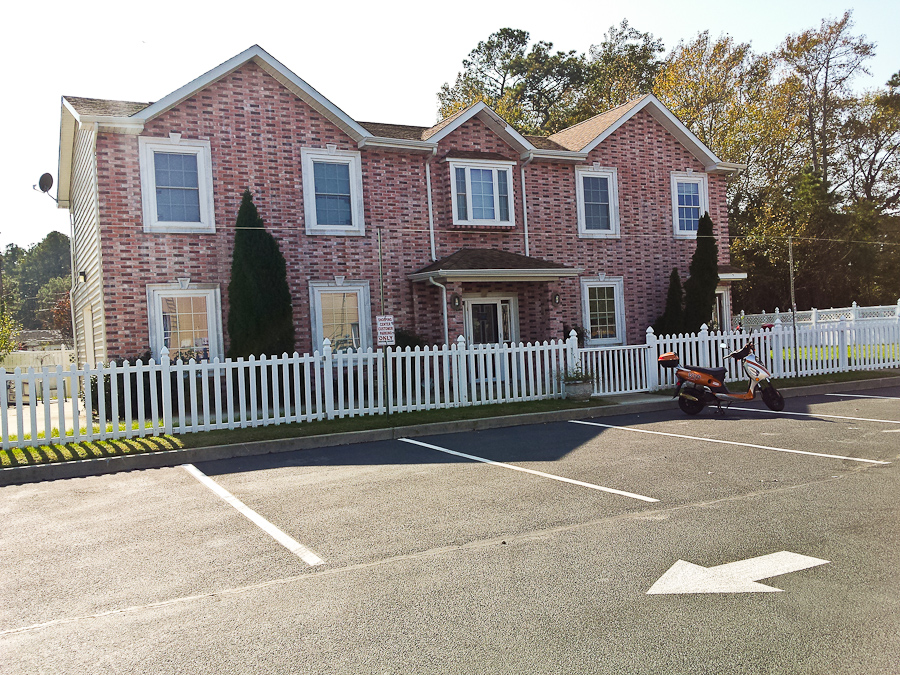
Una rèplica del 770 en la congregació Ahavat Shalom a Ocean City, Maryland.